# Chazay-d'Azergues
Chazay-d'Azergues este o comună în departamentul Rhône din sud-estul Franței. În 2009 avea o populație de 3.926 de locuitori.

## Evoluția populației
| An        | 1975  | 1982  | 1990  | 1999  | 2006  | 2009  |
| --------- | ----- | ----- | ----- | ----- | ----- | ----- |
| Populație | 2.054 | 2.712 | 3.314 | 3.903 | 3.896 | 3.926 |